# Saulieu
Saulieu là một xã trong tỉnh Côte-d'Or, thuộc vùng Bourgogne-Franche-Comté của nước Pháp, có dân số là 2837 người (thời điểm 1999).

## Nhân khẩu học
| 1844  | 1962  | 1968  | 1975  | 1982  | 1990  | 1999  |
| ----- | ----- | ----- | ----- | ----- | ----- | ----- |
| 3 023 | 3 269 | 3 303 | 2 946 | 3 084 | 2 917 | 2 837 |

## Các thành phố kết nghĩa
- Gau-Algesheim Đức